# Naturschutzgebiet Auf dem Giebel
Das Naturschutzgebiet Auf dem Giebel ist ein 4,87 ha großes Naturschutzgebiet (NSG) nördlich von Dahle im Stadtgebiet von Altena im Märkischen Kreis in Nordrhein-Westfalen. Das NSG wurde 1949 und 1968 von der Bezirksregierung Arnsberg per Verordnung als NSG ausgewiesen. Das NSG besteht aus zwei Teilflächen die auf etwa 470 m Höhenlage.

## Gebietsbeschreibung
Bei dem NSG handelt es sich beim nördlichen Teilbereich um eine Wacholderheide, während der südliche Bereich ein Wald mit Eichen, Buchen, Birken und Kiefern. Im baumbestandenen Naturschutzgebietsteil prägen einige mächtige Huteeichen das Landschaftsbild. Die Huteichen beweisen eine historisch erfolgte Hutenutzung. Neben den Huteichen stehen hier einige Buchen, auch Birken, Eberesche, Zitterpappel und Fichten. Die Krautschicht prägen Arten wie Rotschwingel, Rotes Straußgras, Wiesen-Rispengras, Wolliges Honiggras, Rotschwingel, Harzer Labkraut, Drahtschmiele und Heidelbeere. An den Bereich mit den Huteeichen schließt sich nach Osten ein Birken-Eichenmischwald an. Den Traubeneichen sind dort Birke, Buche, Stieleiche, Kiefer, Fichte, Eberesche, Faulbaum und Zitterpappel beigemischt. In Richtung Südosten schließt sich ein Traubeneichen- und kieferndominierter Waldbereich an. Diese zuvor genannten Waldflächen sind alt- und totholzreich und Wacholder befinden sich dort. An der südlichen Grenze des NSG gibt es Vorkommen der Neophyten Kanadische Goldrute und Japanischer Staudenknöterich. Im Waldbereich kommen auch die Arten Vielblütige Weißwurz und Zweiblättrige Schattenblume vor. Der Alt- und Totholzreichtum des Waldbereichs ist von naturschutzfachlicher Bedeutung. Am Nordrand des NSG liegt an einem Bach ein torfmoosreicher Quellsumpf. Hier wächst das seltene Sumpfveilchen. Der Orkan Kyrill am 18./19. Januar 2007 entwurzelte zahlreiche Bäume im Gebiet, welche zunächst liegenblieben.
Der nördlichen Teilbereich der Wacholderheide prägen Wacholdergruppen das Landschaftsbild. Am Wacholder kommt die Bauchkielwanze vor. Hier wachsen Preiselbeere, Heidelbeere, Pfeifengras und Drahtschmiele. Hier kommt auch Behaarter Ginster vor.
Im NSG brüten Baumpieper und Neuntöter. 2012 kam es zu einer Schwarzkehlchenbrut im NSG.

## Naturschutzmaßnahmen
Um eine Verjüngung der Heide herbeizuführen, wurde in Zusammenarbeit der Unteren Naturschutzbehörde und der Ortsgruppe Dahle des Sauerländischer Gebirgsvereins (SGV) mehrfach ein Plaggenhieb durchgeführt. Beim Plaggenhieb wurde der Oberboden mit Bewuchs entfernt, um Heidearten ein Keimbett zu schaffen. Nur Besenheide und Steinlabkraut, als typische Heidepflanzen, wuchsen nach dem Plaggenhieb auf den Plaggflächen. Seit 1981 werden ferner aufwachsende Gehölze entfernt.
Die NRW-Stiftung unterstützte den SGV beim Ankauf von 12 ha Land. Zusammen mit den Naturschutzzentrum Märkischer Kreis arbeitet der SGV daran auf den Flächen eine Hutweide, also eine Waldweide, zu etablieren. Fichten und Birken werden von den Flächen entfernt, während Eichen und Buchen sollen als Solitärbäume stehen bleiben. Probleme bereitet der Neophyt Riesen-Goldrute. Die Riesen-Goldrute wird bekämpft.